# Ancourt
Ancourt település Franciaországban, Seine-Maritime megyében. Lakosainak száma 627 fő (2022. január 1.). Ancourt Arques-la-Bataille, Bellengreville, Grèges, Martin-Église, Saint-Nicolas-d’Aliermont, Sauchay és Petit-Caux községekkel határos.

## Népesség
A település népességének változása:
| Lakosok száma | 697  | 675  | 682  | 653  | 642  | 630  | 630  | 623  | 627  |
|               | 2013 | 2015 | 2016 | 2017 | 2018 | 2019 | 2020 | 2021 | 2022 |